# 格拉森維爾 (馬里蘭州)
格拉森維爾（英語：Grasonville）是位於美國馬里蘭州安妮女王縣的一個普查規定居民點。

## 人口
根據2020年美國人口普查的數據，格拉森維爾的面積為16.29平方千米，當中陸地面積為14.32平方千米，而水域面積為1.97平方千米。當地共有人口3474人，而人口密度為每平方千米213.26人。